# 春が来るのかな、春
『春が来るのかな、春』（英: Spring Turns to Spring）は、2019年1月23日から3月21日まで放送された韓国・MBCのテレビドラマ。ある日突然、ニュースキャスターと議員の妻の体が入れ替わるファンタジーロマンティック・コメディ。全32話。日本では、KNTVで放送され、2020年3月3日には、『ハルハル～私はあなた?あなたは私?～』（ハルハル～わたしはあなた?あなたはわたし?～）という邦題でDVDが発売された。

## あらすじ
テレビ局社員のキム・ボミ(イ・ユリ)は、自身が心待ちしていたゴールデンタイムのニュースキャスターに選ばれる。放送当日、マラソン大会を取材も兼ねて、参加するが、謎の男から送られたドリンクを飲むと、同じドリンクを飲んだ議員の妻ボム(オム・ジウォン)と入れ替わってしまう。果たして彼女たちの運命は、奇想天外な方向へ。

## キャスト
- キム・ボミ：イ・ユリ[5]

ゴールデンタイムのニュースキャスター
- イ・ボム：オム・ジウォン[6]

議員の妻で元女優
- イ・ヒョンソク：イ・ジョンヒョク[7]

ゴールデンタイムのニュースチーム長
- パク・ユンチョル：チェ・ビョンモ

国会議員で、ボムの夫

## スタッフ
- 脚本：イ・ヘソン
- 演出：キム・サンホ、パク・スンウ

## 日本での放送
2019年6月6日よりCSチャンネルKNTVにて日本で初めて放送された。放送チャンネルによって、話数がオリジナルの話数と異なる事がある。
- KNTV：2019年6月6日[8] - 2019年7月25日[9] （毎週木 20時50分 - 23時15分）※二話連続、16話版で放送
  - 同上：2019年9月25日[10] - 2019年11月14日[11] （毎週水・木 5時45分 - 7時00分）
- BS朝日：2022年7月8日 - 2022年7月27日（毎週月〜金 8時30分 - 10時00分）※14話版で放送
- ホームドラマチャンネル：2023年5月30日[12] - 2023年7月19日[13]（毎週火〜水曜 15時15分 - 16時30分）